# Eupithecia fortis
Eupithecia fortis es una especie de polilla de la familia Geometridae. La especie fue descrita por primera vez por Mironov y Galsworthy, habiendo sido descrita en 2004, con distribución en China. Es una polilla de color marrón pálido o amarillento y una gran mancha disacal negra con una envergadura es de unos 27 milímetros (1,1 plg). Esta especie solo ha sido descrita en los alrededores de Lijiang, en la provincia de Yunnan.